# Monções (ort)
Monções är en ort i Brasilien.   Den ligger i kommunen Monções och delstaten São Paulo, i den södra delen av landet, 600 km söder om huvudstaden Brasília. Monções ligger 458 meter över havet och antalet invånare är 2 132.
Terrängen runt Monções är huvudsakligen platt. Monções ligger uppe på en höjd. Närmaste större samhälle är Macaubal, 14,1 km öster om Monções.
Trakten runt Monções består i huvudsak av gräsmarker. Runt Monções är det glesbefolkat, med 14 invånare per kvadratkilometer.